# POLIN Museo della storia degli ebrei polacchi
Il POLIN Museo della storia degli ebrei polacchi (in polacco: POLIN Muzeum Historii Żydów Polskich) è un museo di Varsavia, sito nella zona ove sorgeva il ghetto nel periodo dell'occupazione tedesca durante la seconda guerra mondiale. La parola ebraica polin nel nome del museo significa, in italiano, o "Polonia" o "riposo qui" ed è legata ad una leggenda sull'arrivo dei primi ebrei in Polonia.
La prima pietra del museo fu posta nel 2007, e il museo è stato inaugurato il 19 aprile 2013; l'esposizione principale del museo è stata aperta nel mese di ottobre 2014 e si compone di una mostra-racconto multimediale sulla comunità ebraica che fiorì in Polonia per circa mille anni fino alla Shoah.
L'edificio, una struttura in vetro, rame, e cemento, è stato progettato dagli architetti finlandesi Rainer Mahlamäki e Ilmari Lahdelma.

## Storia

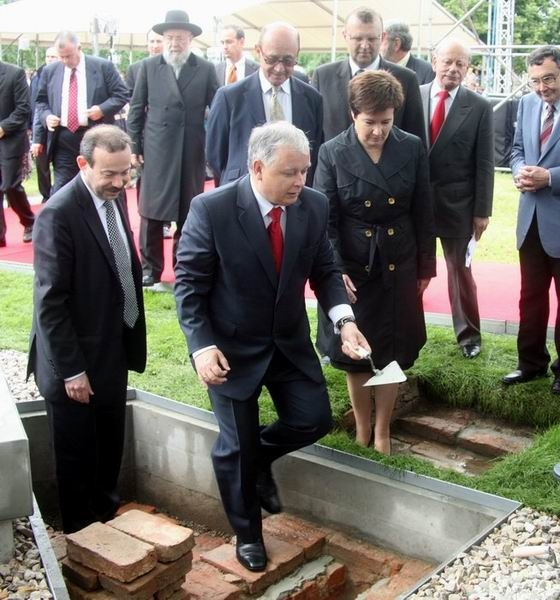
Il Presidente della Repubblica polacco Lech Kaczyński, alla cerimonia della posa della prima pietra del museo, il 26 giugno 2007

L'idea per la creazione di un nuovo importante museo a Varsavia dedicato alla storia degli ebrei polacchi è stato avviato nel 1995 dalla Associazione dell'Istituto storico ebraico di Polonia. Nello stesso anno, il Consiglio comunale di Varsavia ha destinato il terreno per l'edificio nella zona di Muranów, quartiere ebraico storico della città e sito del ghetto durante la seconda guerra mondiale, di fronte al Monumento agli Eroi del ghetto di Varsavia. Nel 2005, l'Associazione dell'Istituto storico ebraico di Polonia ha stabilito un partenariato pubblico-privato con il Ministero polacco della Cultura e del Patrimonio Nazionale e la città di Varsavia. Primo direttore del museo è stato Jerzy Halbersztadt. Nel settembre 2006, una tenda appositamente progettata chiamata Ohel (la parola ebraica per "tenda" in italiano) è stata eretta per mostre ed eventi nella posizione futura del museo.
Un concorso internazionale di architettura per i disegni per la costruzione è stato lanciato nel 2005, sostenuto da una sovvenzione da parte del Ministero della Cultura e del Patrimonio Nazionale. Il 30 giugno 2005 la giuria ha annunciato il vincitore; un team di due architetti finlandesi, Rainer Mahlamäki e Ilmari Lahdelma. Il 30 giugno 2009 la costruzione dell'edificio è stata inaugurata ufficialmente. Il progetto doveva essere completato in 33 mesi, ad un costo di 150 milioni di zloty stanziati dal Ministero e dal Comune su un costo totale di 320 milioni di zloty (circa 80 milioni di euro).
Il museo ha aperto l'edificio e ha iniziato i suoi programmi educativi e culturali il 19 aprile 2013 nel 70º anniversario della Rivolta del ghetto di Varsavia. Durante i 18 mesi che seguirono, più di 180 000 visitatori sono entrati nell'edificio, hanno visitato le prime mostre temporanee e hanno partecipato a programmi ed eventi culturali ed educativi, tra cui film, dibattiti, workshop, spettacoli, concerti e conferenze. La apertura della mostra permanente principale è avvenuta il 28 ottobre 2014. Questa mostra permanente celebra e racconta la storia millenaria della comunità ebraica in Polonia, dalle origini fino ad oggi.
Nel 2016 il museo ha vinto il Premio del museo europeo dell'anno dallo European Museum Forum.
Nel 2020 il direttore del museo Dariusz Stola si è dimesso a causa delle divergenze con il governo di Mateusz Morawiecki, espressione di Diritto e Giustizia, il partito di estrema destra, che lo ha accusato di aver politicizzato il museo dando risalto all'antisemitismo.

## L'edificio
Il Museo si trova di fronte al monumento commemorativo della Rivolta del ghetto di Varsavia del 1943. Il vincitore del concorso di architettura è stato Rainer Mahlamäki, dello studio di architettura Lahdelma & Mahlamäki Oy di Helsinki, il cui progetto è stato scelto tra i 100 inviati al concorso internazionale di architettura. La società polacca Kurylowicz & Associates è stata responsabile per la costruzione. L'esterno minimalista dell'edificio è rivestito con alette di vetro e maglia di rame. Serigrafata sul vetro è la parola Polin, in caratteri latini ed ebraici.
La caratteristica principale dell'edificio è il suo ingresso simile a quello di una caverna. La sala principale forma un alto muro ondulato. Lo spazio vuoto è il simbolo delle crepe nella storia degli ebrei polacchi. Simile nella forma anche a una gola, che potrebbe essere un riferimento al passaggio del Mar Rosso raccontato nel libro biblico dell'Esodo. Il museo è di quasi 13 000 metri quadrati di spazio utilizzabile. Al livello più basso, nel seminterrato dell'edificio inizia il percorso della mostra principale sulla storia degli ebrei dal Medioevo ai tempi moderni. L'edificio del museo ha anche un auditorium polifunzionale con 480 posti, sale per esposizioni temporanee, un centro di formazione, una zona per la documentazione, una sala giochi per bambini, caffetteria, un negozio, e un ristorante casherut.
Dal momento che il museo presenta l'intera storia degli ebrei in Polonia, non solo il periodo sotto l'occupazione tedesca, il progettista ha voluto evitare somiglianze con musei dell'Olocausto esistenti (come il Museo Ebraico di Berlino e il museo di Yad Vashem) che avevano austere strutture in cemento armato. Gli architetti hanno scelto per il museo i colori della sabbia, dando una sensazione più "accessibile".
Nel 2008, al progetto del museo è stato assegnato il premio "Chicago Athenaeum International Architecture Award". Nel 2014, l'architetto Rainer Mahlamäki ha vinto il Premio Finlandia per l'Architettura per il progetto di questo museo.

## Struttura organizzativa
Il team accademico della mostra principale è costituito da Barbara Kirshenblatt-Gimblett (Direttrice del programma) della New York University, Hanna Zaremska dell'Istituto di Storia dell'Accademia polacca delle scienze, Adam Teller della Brown University, Igor Kąkolewski dell'Università della Varmia e Masuria di Olsztyn, Marcin Wodzinski dell'Università di Breslavia, Samuel Kassow del Trinity College (Connecticut), Barbara Engelking e Jacek Leociak del Centro polacco per la ricerca sulla Shoah presso l'Accademia polacca delle scienze, Helena Datner del Istituto Storico Ebraico (Żydowski Instytut Historyczny) e Stanisław Krajewski dell'Università di Varsavia.
Il "North American Council of the Museum of the History of Polish Jews" è un'associazione statunitense non-profit che ha sostenuto la fondazione del museo.
Il 17 giugno 2009, il museo ha lanciato il portale web Virtual Shtetl, che raccoglie e fornisce l'accesso alle informazioni essenziali sulla vita ebraica in Polonia, prima e dopo la Shoah. I molti documenti sono in larga misura forniti da appassionati di storia locale ed ex residenti di quei luoghi.

## Mostra principale

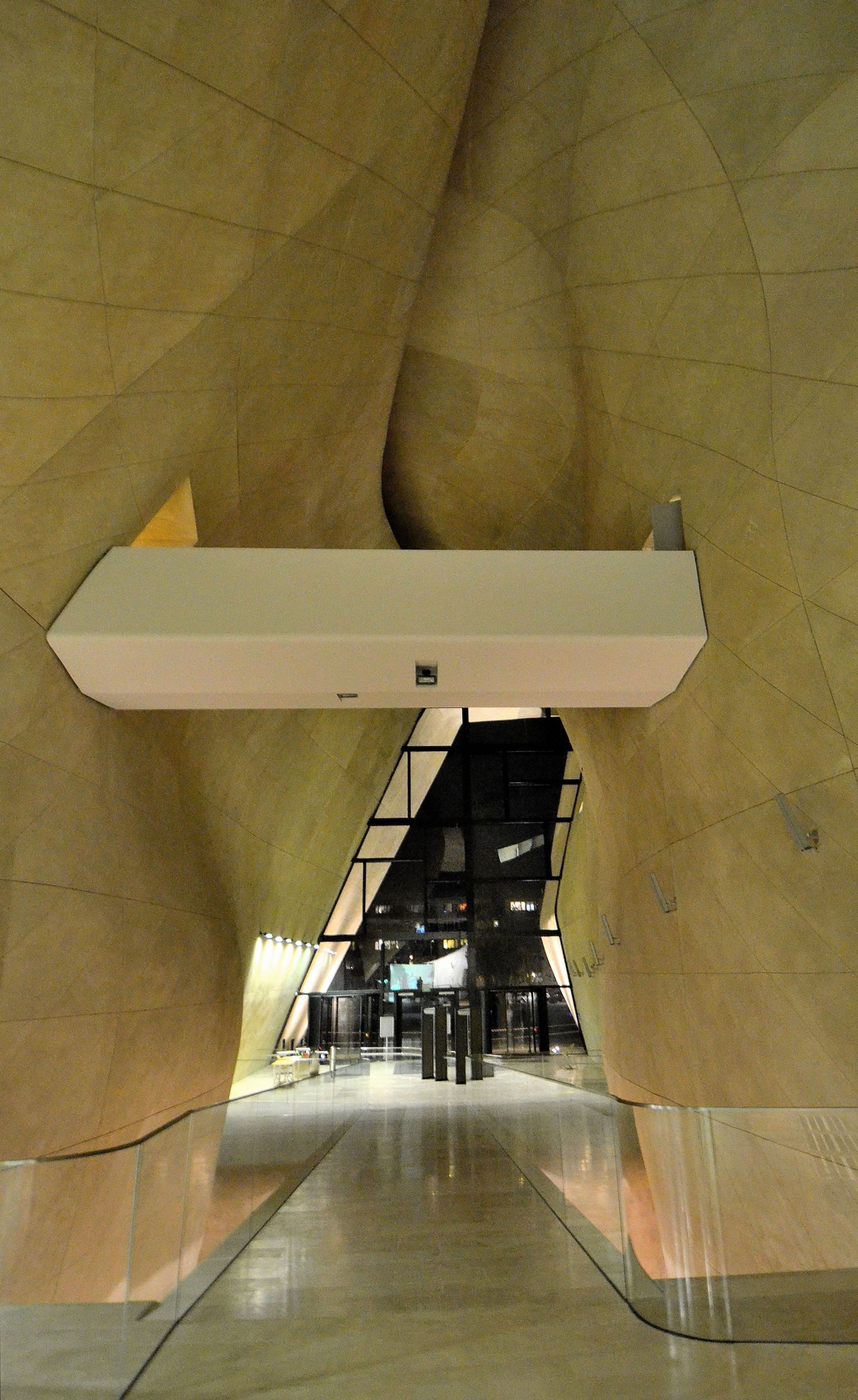
La sala d'ingresso

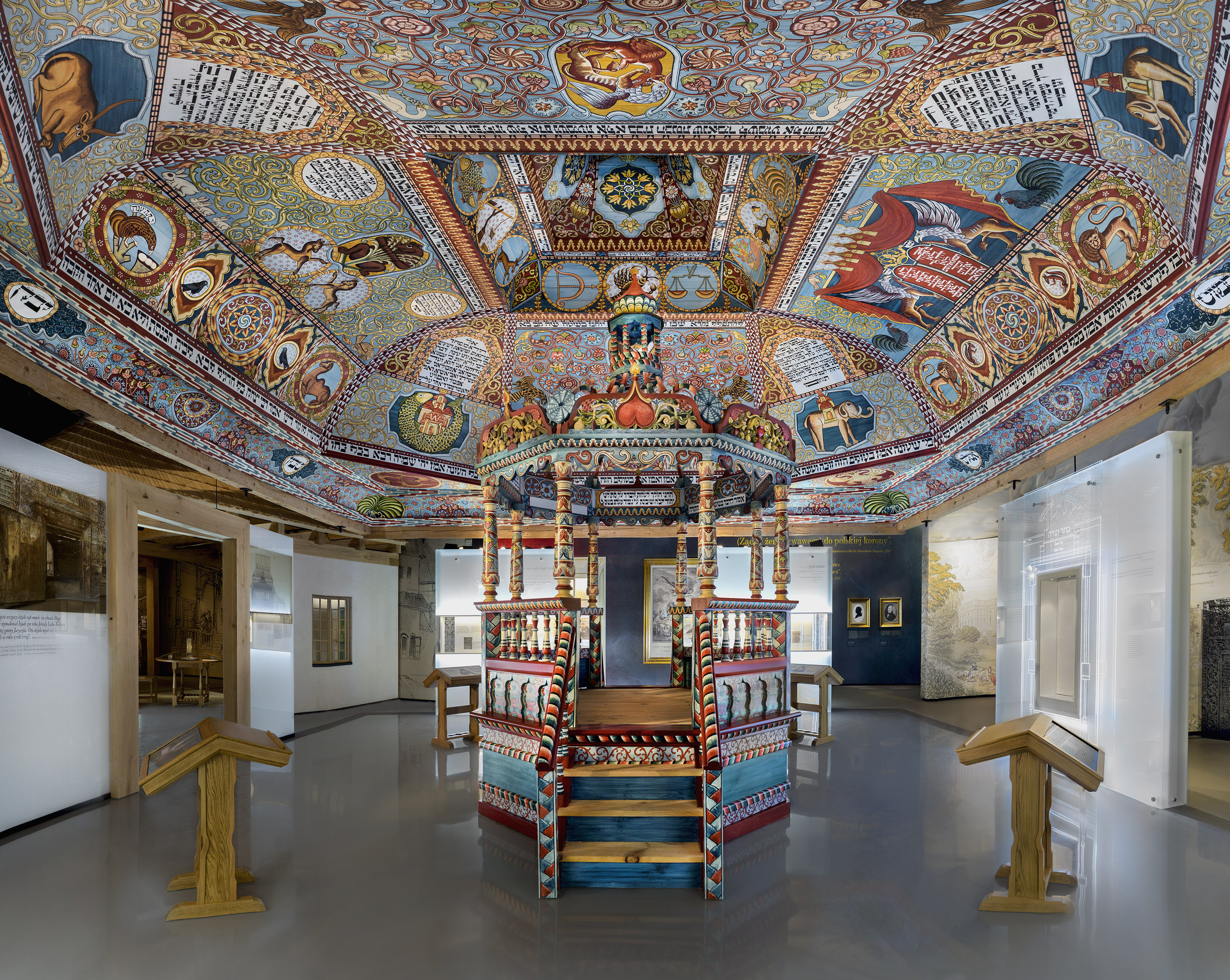
La ricostruzione della copertura e della bimah della sinagoga di Gwoździec

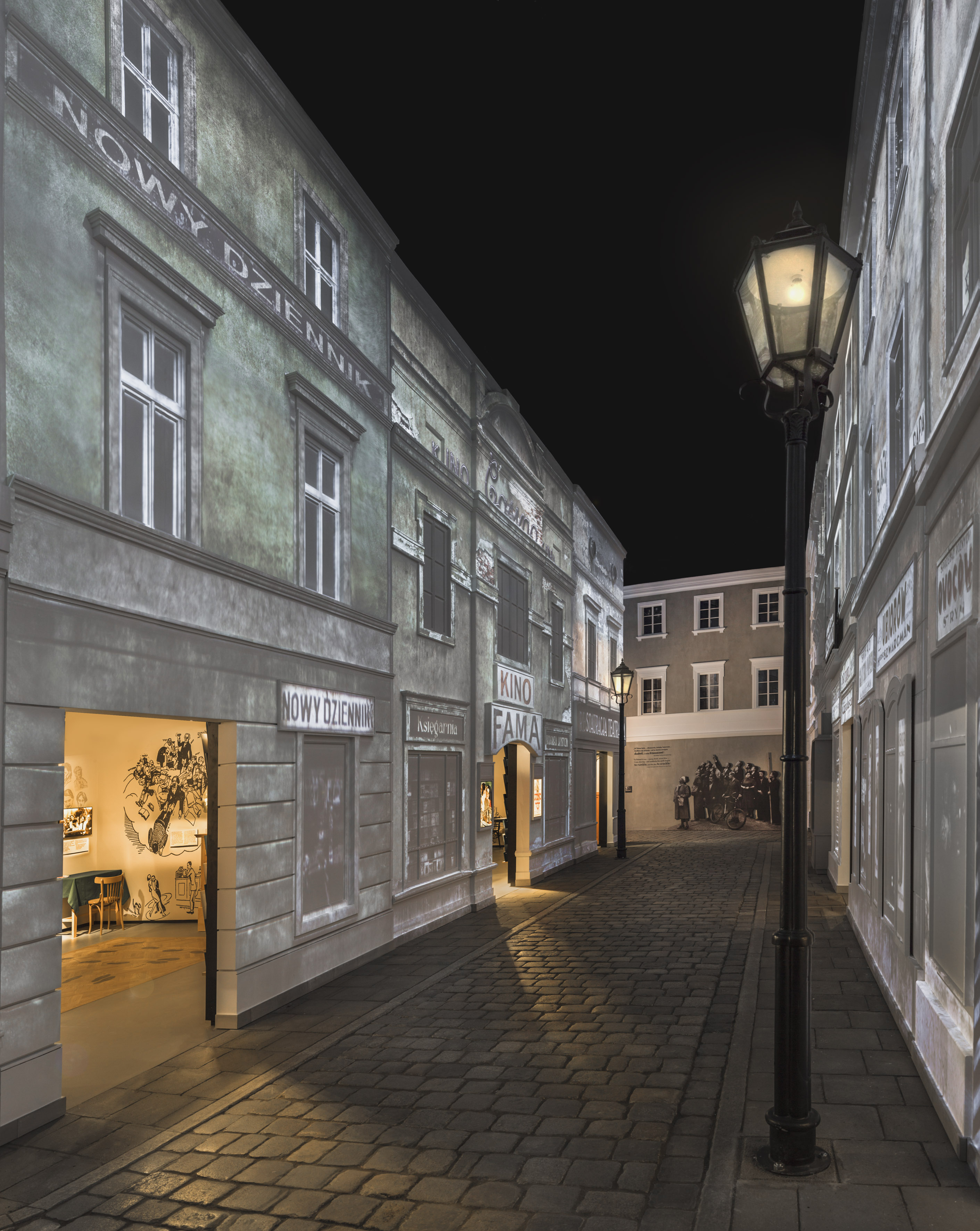
La sezione "Nella strada ebraica"

La mostra principale occupa uno spazio espositivo di 4000 metri quadrati. Si compone di otto sezioni che documentano e celebrano la storia millenaria della comunità ebraica in Polonia - un tempo la più grande comunità ebraica nel mondo - che è stata quasi completamente distrutta durante la Shoah, nella seconda guerra mondiale. La mostra comprende una narrazione multimediale con installazioni interattive, dipinti e testimonianze orali, create da più di 120 studiosi e curatori. È anche presente una replica del tetto e del soffitto decorato di una sinagoga di Gwoździec del XVII secolo.

### Le sezioni
Foresta
Questa sezione racconta la storia di come, in fuga dalle persecuzioni in Europa occidentale, gli ebrei arrivarono in Polonia. Per i successivi 1000 anni, il paese sarebbe diventato la più grande "casa" europea per la comunità ebraica.
Primi incontri (X secolo-1507)
Questa sezione è dedicata ai primi coloni ebrei in Polonia. I visitatori incontrano Ibrahim ibn Ya'qub, un diplomatico ebreo del Califfato di Cordova, autore di una famosa raccolta di annotazioni di un viaggio in Europa. Uno degli oggetti più interessanti presentato è la prima frase scritta in yiddish in un libro di preghiere del 1272.
Paradisus Iudaeorum (1569-1648)
Questa sezione mostra come la comunità ebraica si organizzava e quale ruolo gli ebrei ebbero nella economia del paese. Uno degli elementi più importanti di questa galleria è un modello interattivo di Cracovia e Kazimierz, mostrando la ricca cultura della comunità ebraica locale. I visitatori apprendono che la tolleranza religiosa in Polonia ha reso un Paradisus Iudaeorum (paradiso degli ebrei). Questa epoca d'oro della comunità ebraica in Polonia, si concluse con un pogrom durante la rivolta di Khmelnytsky.
Il quartiere ebraico (1648-1772)
Questa sezione presenta la storia degli ebrei polacchi fino al periodo delle spartizioni. È mostrato un esempio di una tipica città di confine dove gli ebrei costituivano una parte significativa della popolazione. La parte più importante di questa galleria è una ricostruzione della copertura di una sinagoga a Gwoździec, località oggi in Ucraina.
Gli incontri con la modernità (1772-1914)
Questa sezione presenta l'epoca delle spartizioni, quando gli ebrei hanno condiviso il destino del popolo polacco diviso tra territori dominati da Austria, Prussia e Russia. La mostra anche il ruolo svolto da imprenditori ebrei, come Izrael Kalmanowicz Poznański, nella rivoluzione industriale in terra polacca. I visitatori possono documentarsi anche sui cambiamenti nei rituali ebraici tradizionali e altri settori della vita, e l'emergere di nuovi movimenti sociali, religiosi e politici. Questo periodo è anche segnato dalla comparsa del moderno antisemitismo, che gli ebrei polacchi hanno dovuto affrontare.
Nella strada ebraica (1914-1939)
Questa sezione è dedicata al periodo della Seconda Repubblica Polacca, che è vista - nonostante le sfide che il giovane paese dovette affrontare - come un secondo periodo d'oro nella storia degli ebrei polacchi. Una cronologia grafica è presentato con i più importanti eventi politici del periodo tra le due guerre. La mostra mette in luce anche aspetti della cultura ebraica dell'epoca: cinema, teatro e letteratura.
Shoah (1939-1944)
Questa sezione mostra la tragedia della Shoah durante l'occupazione tedesca della Polonia, che ha provocato la morte di circa il 90% degli ebrei polacchi (3,3 milioni). Ai visitatori è mostrata la storia del ghetto di Varsavia e le figure di Emanuel Ringelblum e lo Oneg Shabbat. La galleria comprende anche gli orrori sperimentati dalla maggioranza della popolazione non ebraica della Polonia durante la seconda guerra mondiale, così come le loro reazioni e le risposte allo sterminio degli ebrei.
Dopoguerra (1944-oggi)
L'ultima sezione mostra il periodo dopo il 1945, quando la maggior parte dei sopravvissuti all'Olocausto emigrarono, soprattutto a causa del cambio di regime del dopoguerra in Polonia da parte dei sovietici e le campagne di stato antisemite del 1968, condotte dalle autorità comuniste. Una data importante è il 1989, che segna la fine della dominazione sovietica, seguita dalla rinascita di una piccola ma dinamica comunità ebraica in Polonia.
La mostra è stata sviluppata da un team internazionale di studiosi e operatori museali provenienti da Polonia, Stati Uniti e Israele, così come team curatoriale del museo sotto la direzione del Prof. Barbara Kirshenblatt-Gimblett.